# 파블로 라리오스
파블로 라리오스 이와사키(스페인어: Pablo Larios Iwasaki, 일본어: パブロ・ラリオス・イワサキ, 1960년 7월 30일, 모렐로스 주 사카테페크 ~ 2019년 1월 31일, 푸에블라 주 푸에블라)는 멕시코의 축구 선수이다. 아버지는 선조가 스페인계, 어머니는 일본계이다. 1983년 3월 15일에 A대표로 데뷔했다. 멕시코에서 있었던 1986년 FIFA 월드컵에선 골키퍼로 팀의 전5시합에 출전해 멕시코 대표사상 최고의 베스트 8위에 올랐다. 2006년 FIFA 월드컵에선 골키퍼 코치로 멕시코 대표팀을 이끌었다.